# Grand - hotel Nadvojvoda Janez
Grand - hotel Nadvojvoda Janez stoji na vogalu Gosposke in Slovenske ulice v Mariboru, kjer je bil do 60. let dvajsetega stoletja vrt, je bil prvi večji hotel v Mariboru. Bil je dvonadstropna stavba s fasado ob Slovenski ulici. V njem je bila tudi restavracija in je imela veliko nadstropnih balkonov. Bil je tudi gradbeno pomembna stavba. Zdaj pa je komaj opazna poslovno - stanovanjska hiša.